# Паркман (Вајоминг)
Паркман (енгл. Parkman) насељено је место без административног статуса у америчкој савезној држави Вајоминг.

## Демографија
По попису из 2010. године број становника је 151, што је 14 (10,2%) становника више него 2000. године.
| Група             | 2000.       | 2010.       |
| Белци             | 130 (94,9%) | 144 (95,4%) |
| Афроамериканци    | 0 (0,0%)    | 0 (0,0%)    |
| Азијати           | 0 (0,0%)    | 0 (0,0%)    |
| Хиспаноамериканци | 4 (2,9%)    | 7 (4,6%)    |
| Укупно            | 137         | 151         |